# أريوس
أَرْيُوس أو آرِيُوس (بالعامية اليونانية: Ἄρειος؛ ق. 256 – 336 م) قسيس وزاهد وكاهن مسيحي ولد في مدينة بطلميس بليبيا، وهو من أصل أمازيغي. اشتهر أريوس بتبنّيه لمجموعة من التعاليم التي تدور حول الطبيعة اللاهوتية في المسيحية، التي أكّد فيها على تفرّد الآب، وتبعية المسيح للآب، ومعارضته لما أصبح سائدًا حول طبيعة يسوع، فأصبح الموضوع الرئيس الذي نوقش في مجمع نيقية الأول الذي عقده الإمبراطور قسطنطين العظيم سنة 325 م.
بعد أن اعترف الإمبراطوران الرومانيان ليسينيوس وقسطنطين بالمسيحية ديناً رسميًا، رأى قسطنطين أن يوحّد الكنيسة التي اعتُرف بها مؤخرًا، وإزالة الانقسامات اللاهوتية. كانت الكنيسة المسيحية منقسمة ومختلفة حول طبيعة يسوع أو طبيعة العلاقة بين يسوع والآب. اعتبر أثناسيوس الأول بابا الإسكندرية أريوس والمتفقين مع آرائه ممن لم يؤمنوا بمعتقد الثالوث الذي يؤمن بتساوي الآب والابن في الجوهر والأبدية.
تصف كتابات مسيحية بصورة سلبية اللاهوت الأريوسي نظرًا لاعتقاده بأنه كان هناك وقت لم يكن فيه وجود للابن، حيث الآب موجودًا وحده. على الرغم من الجهود المعارضة لمذهب أريوس، استمرت الكنائس المسيحية الأريوسية في جميع أنحاء أوروبا والشرق الأوسط وشمال أفريقيا، وخاصة في الممالك الجرمانية، حتى سقوط تلك الممالك عسكريًا أو تحولهم المذهبي طواعية بين القرنين الخامس والسابع الميلادي.
كانت العلاقة بين الآب والابن محل نقاش لعقود قبل زمن أريوس؛ كثّف أريوس النقاشات حول تلك المسألة، ونقل أفكاره إلى جمهور الكنيسة التي أكّد يوسابيوس النيقوميدي وغيره أن تأثيرها ظل كبيرًا لفترات طويلة، وعلى النقيض، تنكّر بعض الأريوسيين لاحقًا لأريوس وزعموا أنهم لا يعرفوا الرجل أو تعاليمه الخاصة.

## نشأته وحياته
لم تبق أي من كتابات أريوس الشخصية، لذا تُعد مسألة جمع المعلومات حول نشأته أو حتى معتقداته مهمة صعبة، حيث أمر الإمبراطور قسطنطين بحرق كتابات أريوس، وأريوس لا زال حيًّا، وحتى التي بقت بعد وفاته، دمّرها خصومه من الأرثوذكس. ولم يستدل على أي شيء من محتويات كتاباته إلا من خلال ما كتبه رجال الكنيسة عن أفكاره التي هاجموها بأنها هرطقة. مما دفع بعض — وليس كل — العلماء للتشكيك في مصداقية ما كتبه رجال الكنيسة عن أريوس.
كان أريوس من أصل أمازيغي. يقال أن اسم أبيه «أمونيوس». درس أريوس في مدرسة دينية مسيحية في أنطاكية على يد لوسيان الأنطاكي. وبعد عودته إلى الإسكندرية، انحاز أريوس، وفق ما ذكره مصدر وحيد، إلى جوار ميليتوس أسقف أسيوط [الإنجليزية]
 في نزاعه حول مسألة إعادة قبول أولئك الذين أنكروا المسيحية خوفًا من تعذيب الرومان، ورسّم ميليتوس أريوس شمّاسًا، فتعرّض للحرمان الكُنسي بأمر من بطرس الأول بابا الإسكندرية سنة 311 م لدعمه ميليتوس، ولكن في عهد خليفته البابا أرشيلاوس، قُبِل أريوس مجددًا في المجتمع المسيحي، وفي سنة 313 م صار أريوس قسيسًا في كنيسة حيّ بوكاليا في الإسكندرية.
على الرغم من أن شخصية أريوس تعرضت للهجوم الشديد من قبل خصومه،
إلا أن زهده وأخلاقه محل ثناء خصومه. أعاد مؤرخ الكنيسة الكاثوليكية وران كارول صياغة كلمات لوصف إبيفانيوس السلاميسي لخصمه أريوس، فقال: «كان طويلًا نحيلًا، ذا مظهر مميز وهيئة براقة. وكان يجتذب النساء مسحورين بأخلاقه الجميلة، وتأثرهم بمظهره الزاهد. كما أُعجب الرجال بهالة تفوقه الفكري».
وعلى الرغم من اتهام خصومه أيضًا له بأنه متحرر وفضفاض للغاية في لاهوته، ومنخرط في البدعة، إلا أن بعض المؤرخين زعموا أنه كان محافظًا للغاية، وإنما هاجموه لاستنكاره اختلاط اللاهوت المسيحي بالوثنية الإغريقية.

## المجمع المسكوني الأول
وهكذا أثار هذا الموقف قلق قادة الكنيسة. كما أزعج الإمبراطور أيضًا، الذي رأى أن هذه المشاكل ستكون خطرا على السلام الذي حققه بجهود مضنية وكفاح مرير ولكنه لم يتوقع أن تكون خطرا على السلام على المدى البعيد. لذلك رأى أن هذه المعركة تبدو أمراً تافهاً لا يستحق أن يصدر له نطقاً سامياً، فاكتفى بأن أرسل «هوسيوس» أسقف قرطبة بإسبانيا إلى الإسكندرية بخطاب إلى رؤساء الأطراف المتنازعة. ولكن هذه المحاولة لم تأت بأية نتيجة. عندئذ دعا الإمبراطور إلى مجمع عام يعقد في نيقية عام 325 م والذي اشتهر باسم «المجمع المسكوني الأول»…
وقد أدان هذا المجمع تعاليم أريوس وحرم أسقف نيقوميدية مع ثلاثة أساقفة أخرى لتأييدهم تعاليم أريوس. أما أريوس ففي البدء أرسل إلى نيقوميدية مكبلًا بالقيود، ثم نفي بعد ذلك إلى إيليرية… إلا أنه على الرغم من هذه التدابير فإن هذه المحاولة للتهدئة لم تنجح، لأن أصدقاء اريوس أستمروا في نشر مبادئه وتعاليمه… ولذا أقنع قسطنطين بواسطة العناصر المهادنة للأريوسية والمحبة لها وتأثر بهم، مما جعله يستدعي أريوس من منفاه عام 325 م. وبعد تحريض من أسقف نيقوميديا عرضوا صيغة اعتراف إيمان على الأمبراطور أخفوا عنه فيها حقيقة عقيدة أريوس، وكانت كنيسة نيقوميديا قد وافقت على هذه الصيغة في المجمع الذي عقد بها. إلا أن الأرثوذكسيين لم يجبروا على منح أريوس العفو. حتى أن ألكسندروس أسقف الأسكندرية وأثناسيوس الذي خلفه لم يقبلاه في الإسكندرية.
ولم يرغب قسطنطين حينئذ أن يؤزم المسائل أكثر بأن يفرض على أسقف الإسكندرية بأن يقبل أريوس، بل إنه في الواقع عندما طلب أنصار أريوس من الإمبراطور – برسالة محررة بلهجة شديدة – أن يتدخل لأجل تأمين عودة أريوس إلى الإسكندرية، غضب قسطنطين وأعاد إدانتهم بمرسوم آخر أسماهم فيه «بالبُرفوريين» أي أنهم مشايعون لتعليم «بُرفيريوس».
وبعد وساطات متعددة غيروا مرة أخرى من مشاعر قسطنطين ورحل أريوس إلى القسطنطينية حيث أبى أن يعترف بالإيمان الأرثوذكسي أمام الإمبراطور وتمسك بأن يصير مقبولا بطريقة رسمية على نطاق أوسع بالكنيسة. إلا أن الأمر بتحديد موعد بقبوله في كنيسة القسطنطينية قد تلاشى نهائيا، إذ أن أريوس مات فجأة ليلة الموعد المحدد لقبوله.

## مؤلفاته
استحوذ أريوس على مركز هام في التاريخ الكنسي، لكنه لم يترك آثاراً كثيرة. فقد كتب أعمالاً قليلة نسبياً وصلنا منها النزر اليسير. وهذه الكتابات التي وصلتنا عبارة عن رسائل خارجية. إلا أنها في واقع الأمر تحوي اعترافاته وهي:-

### (أ) رسالة إلى أسقف نيقوميدية
وقد حفظها لنا إبيفانيوس في كتابه «باناريون». وكذلك ثيئودوريتس في كتابه «التاريخ الكنسي». وفي هذه الرسالة يحتج على تحامل ألكسندروس ضده وضد أتباعه ويعرض آراءه وتعاليمه في صراحة تامة. ويقول إن الابن إله لكنه «ليس غير مولود» «ولا جزء من غير المولود» وفي النهاية يستنجد بأوسابيوس أسقف نيقوميدية مسميا إياه أنه من «الاتحاد اللوكياني».

### (ب) رسالة إلى ألكسندروس أسقف الإسكندرية
حفظت هذه الرسالة في أعمال «أثناسيوس عن المجامع». وفي كتاب إبيفانيوس «باناريون». كما حفظت باللغة اللاتينية في كتاب «الثالوث لايلاري». وهي الاعتراف الإجمالي الذي كان قد قدمه لمجمع نيقوميدية الأول والذي عقده الأريوسيون المنفيون. وفي هذه الرسالة تحاشى التعبيرات المثيرة واعتبر أن «الابن قد ولد قبل كل الدهور». إلا أنه لم يكن موجودًا من قبل أن يولد.

### (ج) اعتراف الإيمان
حفظت هذه الرسالة في التاريخ الكنسي لسقراط والتاريخ الكنسي لسوزومينوس. وفي هذه الرسالة حجب عقيدته الحقيقية وقال بأن الابن قد ولد قبل كل الدهور (لأنه لو كتبت كلمة gegennimenos المولود) بحذف حرف (n) منها أي (gegenimenos) لتغير معناها وأصبحت تعنى المخلوق وليس المولود.

### (د) «ثالثا»
حفظ أثناسيوس في كتاباته بعض نصوص هذا الكتاب. وكلمة «ثالثا» معناها مأدبة أدبية. وقد دبجها كلها تقريبا بأبيات منظومة وبلحن جميل. وفي افتتاحيتها نجده يظهر نفسه أنه مملوء بالعقيدة والعواطف الشجية عندما يتحدث عن الله..
"بحسب إيمان مختاري الله… عارفي الله…
أبناء قديسين. ذوى التعاليم الشرعية الثابتة.. حاصلين على روح الله القدس…
أنا نفسى تعلمت هذا.. من حكمة المشاركين.. السابقين.. عارفي الله..
حسب كل أقوال الحكماء.. أتيت أنا مقتفيًا أثر كل هؤلاء..
وأنا ذو السمعة الحميدة.. متمش بنفس العقيدة..
ومتحمل كثيرًا من أجل مجد الله.. بنفس حكمة الله..
وفيما عدا هذا، يبدو أنه كان لأريوس مجموعة أخرى من الأشعار لكل مناسبة من مناسبات الحياة. (كما أشار بذلك أثناسيوس) في المجموعة التي تسمى «البحرية»، «الرحى» «الرحلة».. إلخ.
ووفقًا لما يقوله أثناسيوس فإن كل هذه القصائد قد دبجت بلهجة ونغمة مثل التي كان يكتب بها سوتيادوس أشعاره القومية.. التي كانوا يتغنون بها في مآدبهم بضجيج صخب وعبث..

## تعاليم أريوس
لم تقتصر تعاليمه هذه على مدرسة واحدة، كما قال كثيرون – أي أنها لم تنطلق لا عن وحدانية الله الكتابية التي اعتنقها الأنطاكيون الذين اعتقدوا بأن الابن تهذب وتشكل بهبوط قوة إلهية مجردة على يسوع.. كما أنها لم تنطلق عن فكرة الوحدانية التي اعتنقها السكندريون المتطرفون الذين اعتقدوا بأن هذه الوحدانية الإلهية اتسعت لتحوى كل الموجودات الإلهية، بل هي نشأت عن فلسفة الوحدانية. وحيث أن أريوس كان موحدا فإنه أراد أن يؤكد أن الله كان واحدا وأنه في نفس الوقت متحول..
وبحسب اعتقاده، فإن الله واحد، غير مولود وحده، سرمدي وحده، ليس له بداية وحده. الحقيقي وحده، الذي له الخلود وحده. وبجانب الله، لا يوجد كائن آخر.. ولكن عن طريقه توجد قوة عامة (لا شخصية) هي «الحكمة والكلمة».. وهذه التعاليم مأخوذة عن «الوحدانية المقتدرة» التي لبولس الشمشاطي. ولكن فكره اللاهوتي يوضح اعتمادا أكثر على «المدافعين». وتأثيرات «الغنوصيين». فيما أن الله كان واحدًا فهو لم يكن أبًا «الله لم يكن دائمًا أبًا. أما فيما بعد فقد صار أبًا».
ولقد صار الله أبًا عندما أراد أن يخلق العالم. عندئذ خلق كائنًا واحدًا. هذا الكائن أسماه الابن، ويسمى استعاريًا الكلمة أو الحكمة.
إذن فحسب تعاليم أريوس توجد حكمتان:
1. - قوة الله الواحدة العامة.
2. - وكائن إلهي ذاتي واحد. وهذا الكائن هو الحكمة الثانية الذي جاء إلى الوجود من العدم. ومن ثم فهو مخلوق. إذ يقول: «كلمة الله ذاته خلق من العدم.. وكان هناك وقت ما حينما لم يكن موجودا. وقبل أن يصير لم يكن موجودا.. بل أنه هو نفسه أول الخليقة لأنه صار» ويقول أيضا «الله وحده كان وحده دون أن يكون هناك الكلمة والحكمة.. ومن بعد ذلك عندما أراد أن يخلقنا عندئذ بالضبط خلق شخصا وهو الذي دعاه الكلمة والابن، وذلك كي يخلقنا بواسطته»(17). ولكى يؤيد تعاليمه استخدم نصا خاصا اقتبسه من سفر الأمثال: «الرب أقامني أول طرقه..» (أم22:8)، وكان أوريجانوس من قبل قد تحدث عن «خضوع الابن»، كما تحدث عن «ميلاد الكلمة الأزلي» وهنا أخذ أريوس الجزء الأول فقط من تعاليم أوريجانوس، وذلك عندما اضطر فيما بعد أن يقر «بالميلاد قبل الدهور» مفسرا ذلك بأنه يعنى فقط الزمن الذي سبق خلقه العالم.

فعند أريوس. يبدأ هذا العالم بخلق الابن، عندما بدأ الزمن أيضا أن يوجد.. والابن هو المولود الأول ومهندس الخليقة.. ومن المستحيل عنده أن يعتبر الابن إله كامل. ويعتبر أن معرفته محدودة لأنه لا يرى الآب ولا يعرفه.. والأمر الأكثر أهمية أنه يمكن أن يتحول ويتغير كما يتحول ويتغير البشر.. «وبحسب الطبيعة فإنه مثل جميع الكائنات، هكذا أيضا الكلمة ذاته قابل للتغيير والتحويل ولكن بنفس إرادته المطلقة، طالما أنه يرغب في أن يبقى صالحاً.. حينئذ عندما يريد فإنه في استطاعته هو أيضا أن يتحول مثلنا، حيث أن طبيعته قابلة للتغير»(18).
أن بولس الشمشاطي استعمل اصطلاح "القدرة على الاكتمال الذي اتخذ منه أريوس كل تعبيراته.. وفقا لتعليمه وهو أن المسيح هو ظهور بسيط للكلمة في إنسان. ومن ناحية أخرى فهو يعتبر إنسان كامل فقط وليس إله كامل.. وبالتالي فإن الابن يمكن أن يدعى الله استعاريًا فقط. وهو نفس الاسم الذي يمكن أن يدعى به البسطاء من الناس أيضاً حينما يصلون إلى درجة كاملة من الروحانية والأخلاق.. وهنا يتضح كل تعليم هرطقة «التبني» عن المسيح.
- النتيجة الأولى لهذا التعليم:

هو أن الإيمان بالثالوث يتلاشى ويذوب.. بالطبع تحدث أريوس أيضا عن الثالوث إلا أنه اعتبره أنه قد صدر متأخرا ولم يكن أصليا وأزليا. لأنه وفقا لتعليمه فإن الآب وحده كان إلها أزليًا.
- أما النتيجة الثانية:

فهي أن الحياة الجديدة للإنسان التي صيغت كنتيجة لتأنس الكلمة، لا تتكون نتيجة تأليه بل بواسطة سمو روحي وأخلاقي.. وبهذا يتمكن أي شخص أن يقول إن هذا الموقف قد اقتبسه أريوس من المدافعين الذين وفقا للتقاليد نشؤوا من مدارس فلسفية. وكانوا قد اتخذوا موقفا مماثلا عن الحياة الجديدة.. إلا أن موقف «المدافعين» يجد له مبررا بسبب العصر الذي عاشوا فيه والعالم الذي كانوا يتوجهون إليه بالحديث. أما فيما يتعلق بأريوس فإن الموقف يظهر رصانة أفكاره التي ولو أنها كانت حادة. إلا أنها تبدو منسجمة ومنطقية.
ساءت الأحوال بعد وفاة قسطنطين الكبير، لأن حاكم الشرق قنسطانطيوس، فرض الأريوسية على المناطق التي كان يحكمها.. أما بعد وفاة أخيه قنسطنس عام 350 م، فقد فرضها على جميع أنحاء الإمبراطورية.. وسحق هذا الحاكم نشاط معارضيه ومقاوميه الأرثوذكسيين وانشغل بإحلال أساقفة أريوسيين بدلا من الأساقفة الشرعيين في أهم مراكز الشرق وبعض جهات الغرب.
وبعد وفاة قنسطانطيوس انهار فجأة بناء الأريوسيين الشامخ. لأن يوليانوس الذي كان يدين بالعقيدة الوثنية عامل جميع المذاهب المسيحية معاملة متساوية. وعندئذ عاد المنفيون إلى أماكنهم. وبدأت الأرثوذكسية في إعادة تنظيم شملها مما جعلها تسود وتنتصر. وقد وصلت إلى أكبر درجة من السيادة أثناء حكم الإمبراطور الأرثوذكسي يوفيانوس.

## الفرق الأريوسية
كان البناء الأريوسي في عهد قسطنديوس على الأقل، يبدو عظيما في الظاهر.. إلا أنه كان من البدء عملا مزعزعا. وذلك ليس فقط لأنه حصل على قوته من عناصر كنسية منشقة، ولكن أيضا لأن اتجاهه اللاهوتى لم يكن متحدا.. فإن جميع الأريوسيين رفضوا اصطلاحات مجمع نيقية.. ولكن ليس لأجل الأسباب نفسها دائمًا.. لذا فإن الخلافات فيما بينهم انكشفت وتحددت عند كثيرين منهم عن طريق موقفهم من اصطلاحات هذا المجمع.
ولقد استخدم آباء مجمع نيقية في قانون الإيمان اصطلاح؟ هومو أوسيوس" أي "الواحد في الجوهر مع.. أو المساوي في الجوهر لـ..". وأرادوا أن يثبتوا بهذا الاصطلاح أن الابن مع الآب هما واحد. وأن هذا الجوهر هو كيان أساسي واحد.. وأضاف نفس الآباء بعد قانون الإيمان – بسبب المحرومين – نصا قالوا فيه بأن الابن "ليس من هيبوستاسيس آخر" أي "ليس من جوهر آخر".. وهكذا فقد أغضب الاصطلاح الأول الأريوسيين المتشددين، أما الاصطلاح الثاني فقد أغضب الأريوسيين المعتدلين.. (أو أنصاف الأريوسيين Semi – arians) ويبدو أن القانون دبجه لاهوتي غربي من المحتمل أن يكون "هوسيوس" أسقف قرطبة. وكلمة "Hypostasis"(20) "هيبوستاسيس" فيه هي ترجمة للكلمة اللاتينية" Substantia" إلا أنه في الغرب – نظرا لعجز اللغة اللاتينية حيث كانت كلمة Substantia تعنى كلا من "أوسيا" Oucia أي الجوهر أو الكيان، وكلمة "هيبوستاسيس" Hypostasis أي القوام أو الأقنوم. لذا أوضح آباء نيقية وحدة تشابه هذين الاصطلاحين لأنهم كانوا يخشون لوأنهم اعترفوا باثنين هيبوستاسيس (أي قوامين) – أن يتهموا بأنهم يقبلون الاعتراف بجوهرين أي يكونوا مثل الأريوسيين.

### الأريوسيون المعتدلون (الحمرة)
كان الأريوسيون المعتدلون (Semi – Arians) أوريجانيين قدامى وكان يتزعمهم أسقف قيصرية أوسابيوس، وهم الذين قبلوا بتعاطف عن رضى تعليما واحدا يرتكز على النظرية الأوريجانية الخاصة بخضوع الابن، هؤلاء أصروا على التمييز المشدد بين الآب والابن.. ورفضوا أيضا اصطلاحي مجمع نيقيا واعتبروهما سابيليان. ولأنهما لم يردا بين نصوص الإنجيل.. إلا أنهم كانوا على استعداد لقبول معنى «التساوي في الجوهر Omooucios» لكن بتعبير مخالف.. لهذا تمسكوا بالتعبير «مماثل للآب في كل شيء»(21).
وبعد موت أوسابيوس قام باسيليوس أسقف أنقيرا وجورجيوس اللاوديكى بتنظيمهم. وتميزوا بوضوح أكثر من الأريوسيين الآخرين. وذلك في مجمع ميديولانوس عام 355 م. حيث أنهم قبلوا «تماثل الجوهر» أو التشابه في الجوهر «هوميوأوسيوس» الأمر الذي من أجله أطلق عليهم اسم «هوميوأوسيين» وكانوا يختلفون عن القائلين «بالتساوي في الجوهر» أي «الهوموأوسيين» قليلا، ولذلك أطلق على النزاع بينهم أنه نزاع على لا شيء.

### الأريوسيون المتشددون
هؤلاء كانوا على عكس المعتدلين. وهؤلاء المتشددون كانوا قد نشؤوا عن اللوكيانيين الذين قبلوا تعليم «بدعة التبني».. وكان يرأسهم في البدء يوسابيوس النيقوميدى (فيما بعد أوسابيوس القسطنطيني). وهذا الفريق تشدد في الفصل بين الآب والابن بدرجة أكبر.. وإن كانوا أحيانا يخفون أراءهم لأسباب تنظيمية، إلا أنهم كانوا متشددين.. وبعد موت أوسابيوس هذا في عام 341. برز بين صفوفهم «ايتيوس» الانطاكى الذي اندفع إلى تعليم أريوس الأشد تطرفا من أجل تكوين فريق أريوسى جديد. وهذا الفريق الجديد تشكل بطريقة أكثر تنسيقا على يد تلميذه «يونوميوس». إن المنتمين إلى هذا الفريق وضعوا مناهج وأساليب متكاملة.. وتدخلوا بفكرهم ليفحصوا جوهر كل الكائنات. بما فيها الله أيضا.. وزعموا أن جوهر الله هو في عدم الولادة. أما جوهر الابن فهو في كونه مولود.. ومن ثم فإن جوهري الآب والابن ليسا فقط لم يكونا شبيهين بل نقيضين تماما.. لكى يؤكدوا تمييزهم لله الآب بفرادة خاصة. واعتادوا أن يمارسوا المعمودية بغطسة واحدة فقط بدلا من ثلاثة غطسات.
بسبب التباين بينهم، تشكل فريق ثالث بإيحاء من الإمبراطور قسطنديوس. هو فريق «الاوميويين» أي (الشبيهيين) وهؤلاء استخدموا الاصطلاح «أوميوس OMIOS» (أي شبيه أو مثيل)، إلا أنهم لم يكن لهم لاهوتهم الخاص.. بل –بحسب الظروف– كانوا ينحازون لفريق أو لآخر. وقد أدى ذلك إلى إضفاء تفسيرين على كلمة «أوميوس OMIOS» فصار من الممكن أن تعني إما «تشابه الجوهر» أو تشابه المشيئة.. واتخذ مشايعو هذا الفريق لزعامتهم أساقفة الحدود الشمالية أمثال أورساكيوس السنجدونى، وأولتتاس المورصى… وكذلك أكاكيوس القيصرى، وهؤلاء فرضوا وجهات نظرهم في المجمع الذي انعقد في سرميوس عام 359 م.

## مواجهة الأريوسية
هز الأريوسيون أرجاء الكنيسة بسبب الطريقة التي ظهروا بها، حيث أنهم – على وجه الخصوص – نشروا وفرضوا أفكارهم بكل ضرب من ضروب البدع الغريبة على ذلك العصر. فهم لم يستعينوا فقط بالأحاديث الدينية، وتحرير الرسائل اللاهوتية ونشر عقائدهم على هيئة أفكار منتظمة قانونية، كما تأمر بذلك «أحكام الرسل» بل كما سبق أن قيل أيضًا، فإنهم استخدموا كذلك أشعارهم الغنائية التي كانوا يتغنون بها في كل مناسبة.. أما سلاحهم الأكثر مضاء وصلابة، فكان استغلالهم للقوى السياسية التي أقحموها للتدخل – لأول مرة – في شؤون الكنيسة الداخلية، وهكذا أبعدوا خصومهم بوسائل عنيفة.. وأرغموا أثناسيوس على أن يبارح كرسيه خمس مرات.. وفي مرتين منها أقاموا أساقفتهم على هذا الكرسي.. وكان تفوقهم الساحق أكثر ثباتاً واستقراراً في أنطاكيا، بعد عزل الأسقف أوستاتيوس عام 330 م.. وفي عام 360 أقاموا هناك صديقهم ميليتيوس الذي ما لبث أن أعرب في الحال عن اتجاهه إلى قانون إيمان نيقيا..
أما في آسيا فكان نفوذهم أقل، ولو أن موقفهم هناك كان أكثر هدوءا، الأمر الذي لأجله كان موقف الأرثوذكسيين مرنا..
وفي القسطنطينية – على مدى أربعين سنة – خلف أربعة أساقفة أريوسيين الواحد الآخر.. وهكذا عندما صار غريغوريوس الثيئولوغوس أسقفا للقسطنطينية استقر في بيت صغير للصلاة (Chapel)، لأن الأريوسيين كانوا قد استولوا على جميع الكنائس، ولكن غريغوريوس خلص القسطنطينية منهم.. وفي الغرب حصلوا على نجاح محدود حيث استولوا فقط على بعض مراكز هامة قليلة مثل المديولانيين وذلك لعدة سنوات قليلة فقط.. إلا أنهم لم يتمكنوا من الوصول إلى كرسي أسقفية روما.
وكانت حالة المسيحية في ذلك العصر تثير الحزن والأسى. فبينما أعطيت لها الفرصة لأول مرة لكى تمد كرازتها في كل مكان، اضطر قادتها أن يهملوا ذلك قهرا، واضطروا للانشغال بأمور عقائدية دقيقة.
كانت شوارع الإسكندرية تعج باستمرار للاشتراك بالاساقفة الذين إما كانوا يفدون نحو منفاهم وإما كانوا يتوجهون للاشتراك في المجامع غير المكتملة. وفي وسط هذه المجازفات والمخاطر أظهرت قيادة الأرثوذكسية شجاعة مقترنة بدبلوماسية تجاه مضطهديهم، كما أظهرت تمسكا شديدا بالتقليد والإيمان المسيحي.. فكانوا إما ينادون بعقائدهم وينفون بسببها وإما كانوا يحافظون على هذه العقائد ويمكثون في أماكنهم كى يصونوا الإيمان الأرثوذكسى الذي لا ينطفأ، ومن حول هؤلاء كانت خلايا المؤيدين المخلصين تصارع وتتصادم من أجل عقيدة مجمع نيقية.
إن مسؤولية الدفاع عن هذه العقيدة كان لها أولا: مجموعة القادة الأول: ألكسندروس السكندرى. وأوستاتيوس الأنطاكى، وهوسيوس القرطبى.
ثم بعد ذلك بقليل وقع عبء الدفاع عن عقيدة نيقية على أكتاف القديس أثناسيوس الكبير الذي أدار النضال طيلة خمسين عامًا تقريبا.. معضدا أيضا من الآباء الآخرين أمثال كيرلس الأورشليمى وسرابيون أسقف تيميس، وديديموس الضرير، وهيلاريوس البكتافى وأخيرا الآباء الكبادوكيين العظام: باسيليوس أسقف قيصرية وغريغوريوس الثيئولوغوس وغريغوريس النيصصي، إن هؤلاء اللاهوتيين – باستنادهم على حجج وبراهين من الكتاب المقدس والتقاليد الشرعية الصحيحة – قاموا بتجريد لاهوت أريوس من غطائه المتستر بالكتاب المقدس. وكشفوا أن الأريوسية إنما هي دراسة فلسفية جافة وعميقة تظهر الله بدون حياة أو حركة..
كشف أثناسيوس الكبير أن تعاليم أريوس أدت إلى أمرين غير لائقين:
- أولهما: أنه أذاب التعليم بالثالوث القدوس ولاشاه، وفتح الطريق أمام الاعتقاد بتعدد الآلهة، إذ إنه سمح بعبادة المخلوق.
- وثانيهما: أنه قلب «بناء الخلاص» كلية. فإن المخلص الذي أخذ على عاتقه خلاص البشرية يلزم أن يكون هو نفسه حاصلا على ملء اللاهوت، ما دام قد أخذ على عاتقه أن يؤله الإنسان. فكيف يكون من الممكن أن الكلمة الذي يقوم بعمل التأليه لا يكون واحدا في الجوهر مع الله؟ إن قمة براهين أثناسيوس هي أن المسيح لم يصر ابناً لله كجزاء لكماله الأدبي بل على العكس فإنه هو الذي ألّهنا (بتشديد اللام) (أي جعلنا إلها). يقول أثناسيوس «لذلك إذن فالمسيح لم يكن إنسانا وفيما بعد صار إلها، بل إنه كان إلهاً ثم صار إنساناً لكي يؤلهنا» (المقالة الأولى ضد الأريوسيين فقرة 39).

وعلى الرغم من صرامته وحزمه لم يكن أثناسيوس متصلبا بل كان يعرف كيف يتدبر الأمر بتفهم وتسامح.. وعندما تخلص من الضغط السياسى الخطير عرض المشكلة بحذر ويقظة أكثر. ووضع موقف الأرثوذكسيين تحت الفحص. وعندئذ تحقق من قصور وعجز حججهم وسعى لكي يجد لها علاجا.. فإن المطابقة المشار إليها سابقا بين الاصطلاحين "اوسيا" (أي الجوهر). و"هيبوستاسيس" (أي القوام) صارت مقبولة في الغرب بدون اعتراض. ولكن في الشرق رأى كثير من اللاهوتيين أن فيها خطر البدعة "السابيلية". وأدرك أثناسيوس هذه الحيرة وقام بحركة توفيق فعالة أثناء مجمع الإسكندرية عام 362 م حيث أقر بأن كل من لا يرغب في الاعتراف بصيغة "الاوموأوسيوس" (أي المساواة أو الوحدة في الجوهر)، ولكنه يقبل في نفس الوقت بوحدة "الآب والابن فإنه يوجد على الطريق المستقيم. وقام بخطوة عوطة التسليم بالمبدأ الشرقي للثالوث مع التفريق بين معنى الاصطلاحين "أوسيا"، و"هيبوستاسيس" مع إضافة معنى "طريقة الوجود الخاص بالكيان" إلى "الهيبوستاسيس".. وهكذا فإن الله يكون من جوهر واحد ولكنه يوجد في ثلاث أقانيم (هيبوستاسيس) أو أشخاص (بروسوبا)، وهذه الصيغة توسع فيها الآباء الكبادوكيون أكثر بعد ذلك.. ومن ذلك الوقت فتح الباب أمام جماعة "الهوميواوسيين". وأن غالبية الذين رجعوا وانضموا إلى أتباع مجمع نيقيا الأرثوذكسيين، وصلوا أيضا بعد ذلك إلى قبول مبدأ "الهوموأوسيوس" (التساوى أو الوحدة في الجوهر) ولكن البعض من هؤلاء لم يكونوا على استعداد لقبول الاعتقاد بمساواة الروح في الجوهر أيضا (أي مع الآب والابن)..
ولهذا السبب ضمن مجمع نيقيا ضمن قانون الإيمان. مجرد عبارة «وبالروح القدس» بدون أية خاصية أو صفة أخرى، وكان هؤلاء يعتقدون بثنائي فقط في الله بدلا من الثالوث. ولهذا أطلق عليهم اسم «أعداء الروح» ولأنه كان يتزعمهم «مقدونيوس». الذي جرده «الأوميوون» من رتبته. لهذا أطلق عليهم أيضا اسم «المقدونيون». وهؤلاء حكم عليهم بواسطة مجمع أنطاكية سنة 379 م. والمجمع المسكونى الثاني بالقسطنطينية سنة 381 م. ولكى يتجنب الاباء أي مخاطرات جديدة أو أي إساءة فهم للأمور. فانهم لم يستخدموا في هذا المجمع الأخير أي اصطلاحات مثيرة، مثل «الهومواوسيوس» بل استخدموا عبارات متباينة وهي عبارات توضح «المساواة في الكرامة». وهم في هذا قد اتبعوا السياسة الحكيمة التي كان يسير عليها باسيليوس الكبير. ثم أصدر الإمبراطور ثيئودوسيوس قرارا بوضع حد لهذا الصراع داخل إمبراطوريته، فكانت النهاية الحاسمة، مما أدى إلى الاعتراف بشكل دينى واحد وهو المسيحية الأرثوذكسية التي أقرها «داماسوس» أسقف روما. و«بطرس» أسقف الإسكندرية. وبالتالي انضم غالبية الأريوسيين إلى الكنيسة، أما البقية الذين تخلفوا فقد انضموا على التوالي إلى بدع وهرطقات أخرى، وخاصة انضموا إلى النسطورية وهي البدعة التي حاولت أن تنقص من ألوهية المسيح بطريقة أخرى.